# Verhuellia reniformis
Verhuellia reniformis är en pepparväxtart som först beskrevs av Carl Ludwig von Willdenow, och fick sitt nu gällande namn av C. Dc.. Verhuellia reniformis ingår i släktet Verhuellia och familjen pepparväxter. Inga underarter finns listade i Catalogue of Life.